# Кампањола Кремаска
Кампањола Кремаска (итал. Campagnola Cremasca) је насеље у Италији у округу Кремона, региону Ломбардија.
Према процени из 2011. у насељу је живело 533 становника. Насеље се налази на надморској висини од 81 м.

## Становништво
| 1936. | 1951. | 1961. | 1971. | 1981. | 1991. | 2001. | 2011. |
| ----- | ----- | ----- | ----- | ----- | ----- | ----- | ----- |
| 535   | 558   | 457   | 367   | 402   | 430   | 606   | 683   |